# Bandel
Fundada por colonos portugueses, a cidade indiana de Bandel abriga a igreja mais antiga da região de Bengala, erigida e batizada em honra de Nossa Senhora do Rosário. A Catedral de Nossa Senhora do Rosário foi construída, segundo consta numa inscrição local, em 1599 e chegou a ser destruída pelos muçulmanos em 1629, para ser reconstruída em 1660 - relativamente poucos anos após a restauração da independência portuguesa - ganhando então melhores instalações e um mosteiro.